# Буевщина (Браславский район)
Буевщина (бел. Буеўшчына) — деревня в Браславском районе Витебской области Беларуси. Входит в состав Тетерковского сельсовета.

## География
Деревня находится в западной части Витебской области, к северу от озера Иново, на расстоянии приблизительно 10 километров (по прямой) к юго-востоку от города Браслав, административного центра района. Абсолютная высота — 163 метра над уровнем моря. Площадь населённого пункта — 0,2462 км².

## История
По состоянию на 1905 год, в деревне проживало 160 человек (75 мужчин и 85 женщин). В административном отношении входила в состав Перебродской волости Дисненского уезда Виленской губернии.
В 1921 году входила в состав гмины Пшебродзе Дисенского повета Виленского воеводства Второй Польской республики. Числилось 152 жителя (71 мужчина и 81 женщина), проживавших в 33 домах. В этническом составе населения того периода поляки составляли 94,7 %, белорусы — 5,3 %. В конфессиональном составе населения преобладали старообрядцы (100 %).

## Население
По данным переписи 2019 года, в деревне проживало 20 человек.
| Год  | Население, человек |
| ---- | ------------------ |
| 1905 | 160                |
| 1921 | ↘ 152              |
| 2009 | ↘ 28               |
| 2019 | ↘ 20               |